# 왕후 에스더
"왕후 에스더"는 한국에서 제작된 김청기 감독의 1996년 애니메이션 영화이다. 최상식 등이 제작에 참여하였으며 김청기 감독이 "의적 임꺽정"과 함께 제작한 작품이자 "다윗과 골리앗"등 성경 속 인물들을 등장시킨 작품들의 연장선상인데   목소리 연기를 전문성우가 아닌 사람들이 맡다 보니 모르드개(에스더의 사촌오빠 겸 양아버지) 등 모든 등장인물의 대사톤이 하나같이 어색하여 그나마 정확하게 전달되지 않았던 점, 작화가 터무니없을 정도로 조악한 데다 배경음악이 어울리지 않는 등 여러 가지 이유 탓인지 흥행에 실패했다.